# ازدواج کودکان در افغانستان
ازدواج کودکان در افغانستان (انگلیسی: Child marriage in Afghanistan) به گفته یونیسف، ازدواج کودکان یا کودک‌همسری «ازدواج رسمی یا اتحادیه غیررسمی قبل از ۱۸ سالگی» است و دختران را بیشتر از پسران تحت تأثیر قرار می‌دهد. در افغانستان، تا ۵۷ درصد از دختران قبل از ۱۹ سالگی ازدواج می‌کنند. متداول‌ترین سنین ازدواج دختران ۱۵ و ۱۶ سالگی است. عواملی مانند پویایی جنسیت، ساختار خانواده، ادراکات/ایدئولوژی‌های فرهنگی، سیاسی و اقتصادی همگی در تعیین اینکه آیا یک دختر در سنین پایین ازدواج کرده‌است یا خیر، نقش دارند.
ازدواج کودکان با پیامدهای زیانباری مانند ناتوانی در کسب آموزش و مهارت برای کار مستقل برای دختران مرتبط است.[۴] دختران همچنین ممکن است آسیب فیزیکی ببینند، زیرا بدن آنها اغلب برای زایمان رشد نمی‌کند و در نتیجه آسیب‌های عاطفی، ذهنی و جسمی هم برای دختر و هم برای فرزندش ایجاد می‌شود.

## قوانین مربوط به ازدواج کودکان

### قانون دولت افغانستان
مطابق ماده ۴۰ قانون مدنی افغانستان، «نکاح عقدی است بین زن و مرد برای تشکیل خانواده.» ماده ۷۰ سن قانونی ازدواج را برای دختران ۱۶ سال و برای پسران ۱۸ سال تعیین کرده‌است. ماده ۷۱ (فرع ۱) حق ازدواج دختر را قبل از رسیدن به سن ۱۶ سال تمام به پدر یا قیم او می‌دهد و ازدواج برای افراد صغیر زیر ۱۵ سال تحت هیچ شرایطی جایز نیست. علیرغم استقرار قانون مدنی، آداب و رسوم منطقه ای بر قوانین ملی و نیز قوانین شرعی یا احکام اسلام ارجحیت دارد. اما به دلیل نقص در اجرای قانون مدنی، ازدواج کودکان همچنان رواج دارد.
در حالی که قوانین جدید به تدریج معرفی می‌شوند، برنامه عمران ملل متحد سالانه شاخص نابرابری جنسیتی هنوز افغانستان را به عنوان ششمین کشور بد برای برابری زنان در جهان رتبه‌بندی می‌کند. آمار کمیسیون مستقل حقوق بشر افغانستان نشان داد که حدود ۶۰ تا ۸۰ درصد از کل ازدواج‌ها در افغانستان اجباری و/یا  ازدواج در سنین پایین.

### شریعت
در اسلام ازدواج نشان‌دهنده اعتراف زوج به مسئولیت اجتماعی خود و توافق برای پایبندی به شرایط و ضوابط قرارداد ازدواج است. یکی از شروط عقد نکاح اسلامی مستلزم رضایت شفاهی و کتبی عروس و داماد و نیز پذیرش خواستگاری مرد توسط زن است.
قانون شریعت که به عنوان شریعت اسلامی نیز شناخته می‌شود، مقررات زیر را در مورد ازدواج حکم می‌کند:
- باید بزرگسالی و عقل هر دو طرف که قصد ازدواج دارند وجود داشته باشد.
- در صورت عدم بالغ بودن، سرپرستی پدر یا جدّ برای ازدواج الزامی است.
- پدر و پدربزرگ صاحب فرزندان خود هستند و می‌توانند در مورد ازدواج آنها تصمیم بگیرند."[۲]

اسلام، به ویژه مکتب سنی حنفی مرکز فرهنگ افغانستان است. از اواسط قرن هجدهم تا اواسط قرن نوزدهم، جامعه افغانستان عمدتاً غیرمتمرکز بود و گروه‌های قومی مختلف تصمیم گرفتند که چگونه اصول حنفی را عمل و اجرا کنند. با این حال، پژوهش‌ها نشان داده‌است که قضات خانواده اغلب احکامی صادر می‌کنند که حقوق زنان را که در شریعت ذکر شده نادیده می‌گیرد.
بعدها، از سال ۱۸۸۰ تا ۱۹۰۱، امیر عبدالرحمن خان، فرمانروای افغانستان، احکام سلطنتی را بر اساس شریعت وضع کرد که به دنبال حذف ازدواج کودکان و اجباری بود. به همین ترتیب، پسرش امیر حبیب‌الله خان به‌عنوان حاکم در سال‌های ۱۹۰۱ تا ۱۹۱۹، همین قانون را برای پیشبرد حقوق زنان حفظ کرد.
از سال ۱۹۷۳ تا ۱۹۷۸، رئیس‌جمهور محمد داود قوانین مربوط به قانون خانواده را تصویب کرد که بر اساس قانون لیبرال تر مالکی بود و فرمان شماره ۷ ازدواج کودکان برای دختران زیر ۱۶ سال و پسران زیر ۱۸ سال را غیرقانونی کرد. مجازات متخلفان نیز اجرا شد که شامل حبس تا سه سال می‌شد.

### تحصیلات
در سال ۲۰۰۴، نرخ سواد برای دختران نوجوان افغان حدود ۲۱٪ بوده‌است. پس از ازدواج، تحصیلات کودک اغلب به پایان می‌رسد. معمولاً این به این دلیل اتفاق می‌افتد که کودک مسئولیت‌های خانگی و همچنین مراقبت از کودک را بر عهده می‌گیرد. با این حال، حتی اگر کودک موفق به دریافت مجوز برای حضور در مدرسه شود، مدیران مدرسه اغلب این کار را رد می‌کنند. او در مدرسه حضور دارد، که ناشی از این باور است که ازدواج دختران در مدرسه به اخلاق دختران مجرد آسیب وارد می‌کند. فرصت‌ها، که استقلال را محدود می‌کند و آنها را بیشتر در معرض فقر قرار می‌دهد. فقدان تحصیلات نیز دختران را مجبور می‌کند که در موقعیت‌های آزاردهنده به زندگی خود ادامه دهند، زیرا آنها از گزینه‌های دیگر آگاهی ندارند.